# Jade (Silver Edition)
A Jade (Silver Edition) a Sweetbox-projekt egyik albuma, és a harmadik, melyet Jade Villalon énekesnővel vettek fel. Az albumon a Jade című album nyolc számának akusztikus változata hallható, valamint egy új dal, a Not Your Doctor, két remix, és a Here on My Own (Lighter Shade of Blue) című dalnak az európai kislemezen megjelent változata.
Az albumhoz tartozó DVD-n három dal videóklipje található: Read My Mind, Here on My Own (Lighter Shade of Blue) és Unforgiven.

## Számlista
| #                        | Cím                                    | Hossz                    |
| Part I – Private session | Part I – Private session               | Part I – Private session |
| ------------------------ | -------------------------------------- | ------------------------ |
| 1.                       | Alright                                | 3:04                     |
| 2.                       | Don’t Push Me                          | 3:26                     |
| 3.                       | Utopia                                 | 3:00                     |
| 4.                       | Lighter Shade of Blue                  | 3:52                     |
| 5.                       | Not Your Doctor                        | 3:43                     |
| 6.                       | Human Sacrifice                        | 3:05                     |
| 7.                       | Unforgiven                             | 3:00                     |
| 8.                       | Easy Come, Easy Go                     | 2:43                     |
| Part II – Remixes        |                                        |                          |
| 9.                       | Read My Mind (Acoustic Version)        | 3:21                     |
| 10.                      | Unforgiven (Geo’s Mix)                 | 3:16                     |
| 11.                      | Here on My Own (Lighter Shade of Blue) | 3:32                     |
| 12.                      | Read My Mind (Jazztronik Mix)          | 3:19                     |
| DVD                      |                                        |                          |
| 1.                       | Read My Mind                           |                          |
| 2.                       | Lighter Shade of Blue                  |                          |
| 3.                       | Unforgiven                             |                          |